# Висневский, Павел Павлович
Па́вел Па́влович Висне́вский (Висьне́вский) (5 января 1862 — ??) — русский архитектор, гражданский инженер и преподаватель, один из мастеров московского модерна.

## Биография
Родился 5 января 1862 года. Получил среднее образование в Варшавском реальном училище. В 1885—1890 годах учился в Институте гражданских инженеров. Трудовую деятельность начал на постройке библиотеки Генерального штаба помощником профессора И. С. Китнера. В 1891 году работал в Техническо-строительном комитете МВД. Состоял также архитектором Балтийского завода и техником Общества бетонных и других строительных работ «К Вахтер и К». В 1896 году начал самостоятельную архитектурную практику в Санкт-Петербурге. Автор ряда сооружений Балтийского завода и доходных домов в Санкт-Петербурге. С 1901 года работал штатным преподавателем ИГИ. В том же году участвовал в восстановлении после пожара гостиницы «Метрополь» в Москве, руководил устройством фундаментов и перестройкой всего здания. Владел собственной технической конторой «П. Висневский и К°» в Санкт-Петербурге на Фонтанке, 52. Контора Висневского занималась поставкой строительных материалов и конструкций, устройством отопления и канализации, отделкой, и другими работами; принимала участие в строительстве ряда зданий и сооружений в Санкт-Петербурге, в том числе дома Дворянского собрания на Итальянской улице.
После окончания работ на «Метрополе» Висневский переехал в Москву, где открыл собственную строительную контору на Большой Дмитровке, 20. В проектной конторе Висневского работали начинающие архитекторы братья Веснины. Одними из наиболее заметных построек архитектора являются ресторан «Альпийская роза», отделка интерьера кафе в гостинице «Савой» и особняк В. А. Арацкого. После 1913 года Висневский перешёл исключительно на подрядную работу.

## Проекты и постройки
- Различные сооружения Балтийского завода (железо-котельная мастерская, медницкая мастерская и др.) (1898—1899, Санкт-Петербург);
- Восстановление интерьеров с частичной перепланировкой гостиницы «Метрополь» после пожара 1901 года, совместно с С. П. Галензовским и др. (1901—1905, Москва, Театральная площадь, 1/4)[сн 1];
- Особняк В. А. Арацкого, совместно с архитекторами А. А. Весниным, В. А. Весниным (1909, Москва, Проспект Мира, 20);
- Доходный дом храма Косьмы и Дамиана с магазинами и церковной библиотекой (1911—1912, Москва, Старопанский переулок, 4);
- Доходный дом (1911, Москва, Малый Толмачёвский переулок, 6);
- Ресторан «Альпийская роза», при участии А. А. Веснина (1912, Москва, Пушечная улица, 4, левая часть)[8];
- Фабричный корпус (1912, Москва, Малый Каретный переулок, 13);
- Доходный дом Л. Д. Головой и Н. Д. Юрасовской (1913, Москва, Кривоарбатский переулок, 21);
- Строительство дома дешёвых квартир Н. А. Найдёнова (1910-е, Москва);
- Завершение строительства доходного дома Н. Ю. Борисовой (1910-е, Москва);
- Завершение строительства доходного дома А. М. Черникова (1910-е, Москва, Второй Неопалимовский переулок);
- Завершение строительства доходного дома Белика-Белиновича (1910-е, Москва, Пименовский тупик);
- Завершение строительства доходного дома Афонского (1910-е);
- Оформление кафе «Савой» в одноимённой гостинице, при участии А. А. Томашки (1910-е, Москва, Пушечная улица, 8).

### Сноски
1. ↑  Здесь и далее проекты и постройки даны в хронологическом порядке по М. В. Нащокиной, с необходимыми дополнениями и уточнениями.